# Tharra forissa
Tharra forissa är en insektsart som beskrevs av Nielson 1975. Tharra forissa ingår i släktet Tharra och familjen dvärgstritar. Inga underarter finns listade i Catalogue of Life.